# T.J. Hooker
T.J. Hooker är en amerikansk TV-serie som producerades mellan 1982–1986. Titelrollen är en uniformerad polis som spelas av William Shatner.

## Synopsis
Handlingen är centrerad kring titelrollen, en handlingskraftig, härdad och rättrådig polisinspektör (engelska: sergeant) som spelas av William Shatner, annars mest känd från Star Trek som den likaledes hjältemodige James T. Kirk.
T.J. Hooker arbetar vid polisdistriktet Academy Precinct, vilket innebär att han har både yttre tjänst samt är instruktör vid polisutbildningen. Från pilotavsnittets slut och fram till fjärde säsongen har Hooker sin tidigare polisstudent Vincent "Vince" Romano (Adrian Zmed) som partner i polisbilen (anropskod: "Unit 4-Adam-30"). 
I den andra säsongen introduceras Stacy Sheridan (Heather Locklear) som är dotter till stationschefen Dennis Sheridan (Richard Herd), samt Hookers guddotter. I den andra säsongen är Stacy Sheridan i inre tjänst på polisstationen, men från den tredje säsongen är hon i yttre tjänst tillsammans med Jim Corrigan (James Darren) i samma polisbil (anropskod: "Unit 4-Adam-16"). Hooker & Romano samt Corrigan & Sheridan hamnar ofta på samma fall.

## Säsongsöversikt
| Säsong       | Antal avsnitt | Ursprungsvisning                      | Kanalnätverk |
| ------------ | ------------- | ------------------------------------- | ------------ |
| Pilotavsnitt | 1             | 13 mars 1982                          | ABC          |
| 1            | 4             | 20 mars 1982 – 10 april 1982          | ABC          |
| 2            | 22            | 1 oktober 1983 – 12 maj 1984          | ABC          |
| 3            | 22            | 22 september 1978 – 11 september 1979 | ABC          |
| 4            | 23            | 13 oktober 1984 – 4 maj 1985          | ABC          |
| 5            | 19            | 25 september 1985 – 28 maj 1986       | CBS          |

## Rollista
| William Shatner  | – Sergeant Thomas Jefferson "T.J." Hooker       |
| Adrian Zmed      | – Officer Vincent "Vince" Romano (säsonger 1-4) |
| April Clough     | – Officer Vicki Taylor (säsong 1)               |
| Heather Locklear | – Officer Stacy Sheridan (säsonger 2-5)         |
| Richard Herd     | – Captain Dennis Sheridan (säsonger 1-2)        |
| James Darren     | – Corporal Jim Corrigan (säsonger 2-5)          |

Samtidigt som produktionen av T.J. Hooker pågick spelade även Heather Locklear rollen som Sammy Jo Dean Carrington i såpoperan Dynastin.
Bland gästskådespelare som förekommer i serien återfinns Jerry Lee Lewis och Leonard Nimoy.

## Om serien

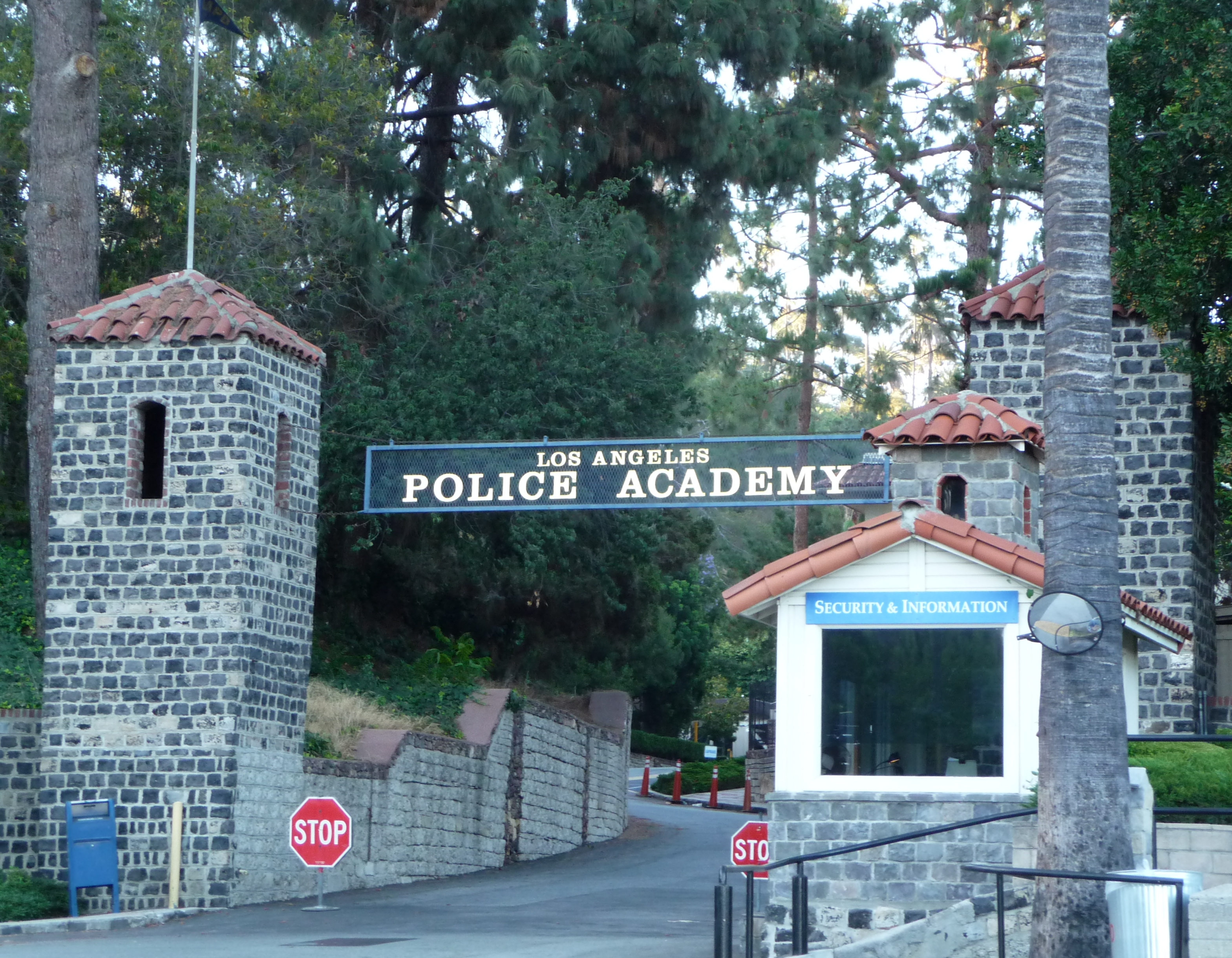
Entrén till Los Angeles' polishögskola förekommer i seriens vinjett.

T.J. Hooker spelades in på Burbank Studios i San Fernando Valley samt på platser runtom i Los Angeles County. 
Även om poliserna i serien bär uniformer som är närmast identiska med Los Angeles Police Department (LAPD) och besöker platser som Los Angelesflodens betonghölje och Santa Monica Pier, så tillhör de en polisstyrka (LCPD) i en kalifornisk stad vars namn aldrig uttryckligen nämns.
De tre första säsongerna visades och producerades för ABC, men den sista säsongen visades istället på CBS.
Avsnittet "Hollywood Starr" i den fjärde säsongen med Sharon Stone som poliskvinnan Dani Starr vid en sedlighetsrotel som regelbundet går undercover och i avsnittet samarbetar med T.J. Hooker, var ursprungligen tänkt som en spinoffserie.

## Visningar i Sverige
I Sverige har den visats på TV3 under 1990-talet och 2000-talet.